# Курдюмовы
Курдюмовы — русский дворянский род.
Род Курдюмовых восходит к XVII веку. Он был внесён Герольдией в VI часть родословной книги Московской и Курской губерний Российской империи.

## Описание герба
На щите, разделенном горизонтально надвое, в верхней голубой половине видна выходящая с левой стороны из облаков в серебряных латах рука с мечом. В нижней половине, в красном поле, изображен воин, скачущий на белом коне с поднятым вверх мечом.
На щите дворянский коронованный шлем. Нашлемник: три страусовых пера. Намёт на щите голубой и красный, подложенный серебром. Герб рода Курдюмовых внесен в Часть 8 Общего гербовника дворянских родов Всероссийской империи, стр. 82.